# Crocus nevadensis
El "safrà blanc de muntanya" (Crocus nevadensis Amo & Campo) és una planta liliòpsida, de la família de les iridàcies, endèmica de la Península Ibérica, i NW d'Àfrica.

## Descripció[1][2]
Es tracta d'un geòfit, amb bulbs solitaris de 1-2 cm. Presenta, ja en la floració, de 3 a 7 fulles linears coetànies (1-2,5 mm d'amplada, i 10-20 cm de llarg), glabres, amb una banda longitudinal blanca.
Produeix de 1 a 2 flors campanulades, de color blanc o lilací amb estries violetes, amb un tub periàntic de 30-60 mm, blanc o lilací, amb gorja esblanqueïda glabre; tèpals (de 2-4 x 0.6-1 cm), oblanceolats, obtusos, de color crema, blanc o lila pàl·lid, amb venació fosca. Estams amb anteres grogues. Estil de longitud similar a la dels estams, amb tres ramificacions curtes blanquinoses, fortament aplastades i fimbriades, amb estigmes denticulats.
La floració, es produeix entre els mesos de gener i abril, segons els llocs i, per tant, és dels Crocus de tipus vernals.
El fruit és una cápsula, de 17-22 x 7-9 mm, en forma d'ou, amb llavors de secció triangular, de 3-6 x 1.6-2.8 mm.

## Distribució i ecologia[1][2][3]
Es localitza en pastures seques, erms, lleixes de roquissars i clars de matollars i boscos, en substrats no gaire secs i sovint crioturbats, de zones de muntanya mediterrània, de l'àrea Ibero-magribina, entre 400 i 2300 m d'altitud (Andalusia, Aragó, Castella-La Manxa, Catalunya, Múrcia, Navarra, País Valencià). A Catalunya, C. nevadensis ssp. marcetii (Pau) P.Monts. es distribueix als territoris del Prepirineu de Lleida (Alta i Baixa Ribagorça, Montsec), i l'Altiplà Central (Solsonès, Segarra).

## Referències

Aspectes sobre Crocus nevadensis
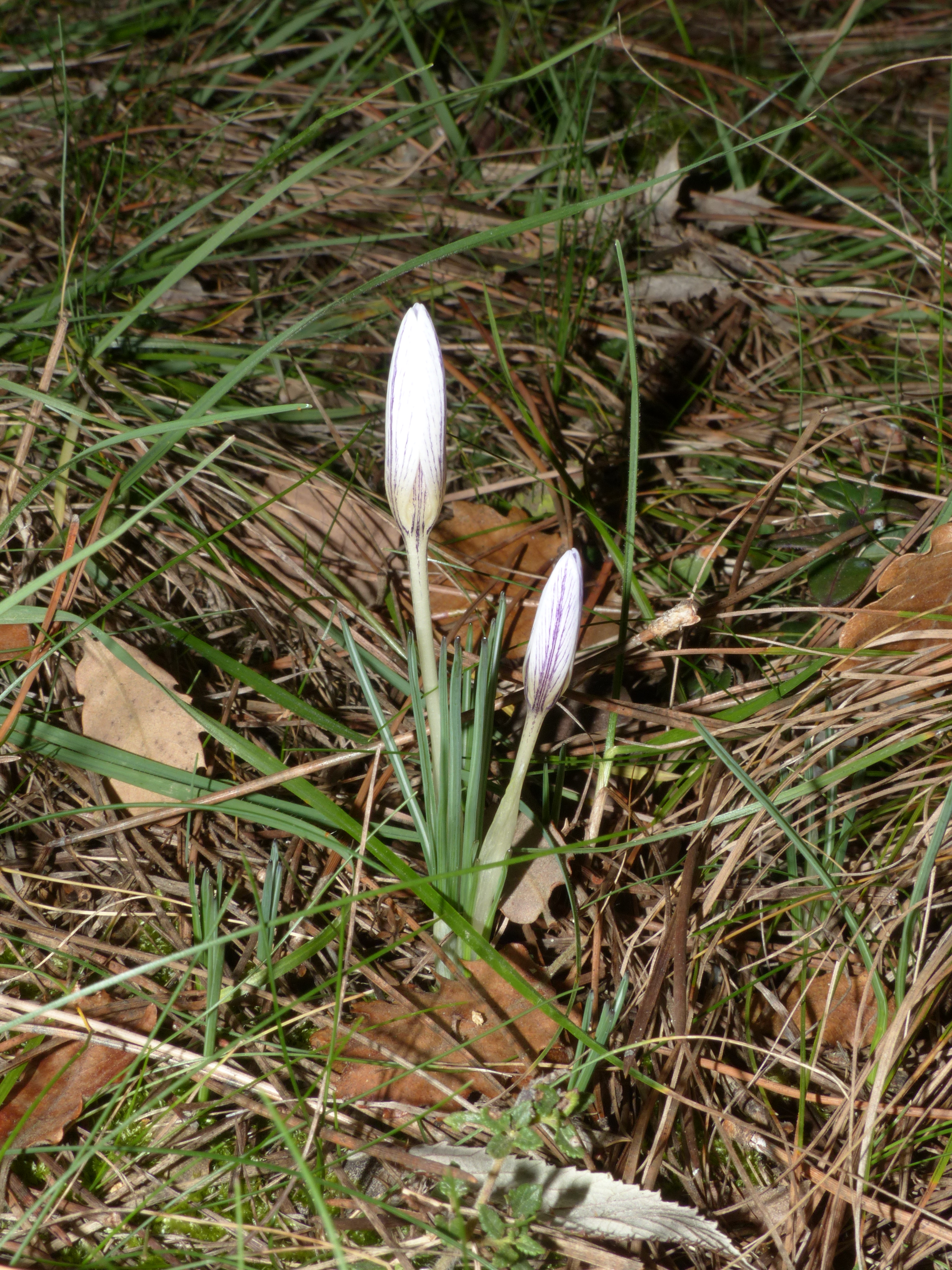
Poncelles de flor de Crocus nevadensis
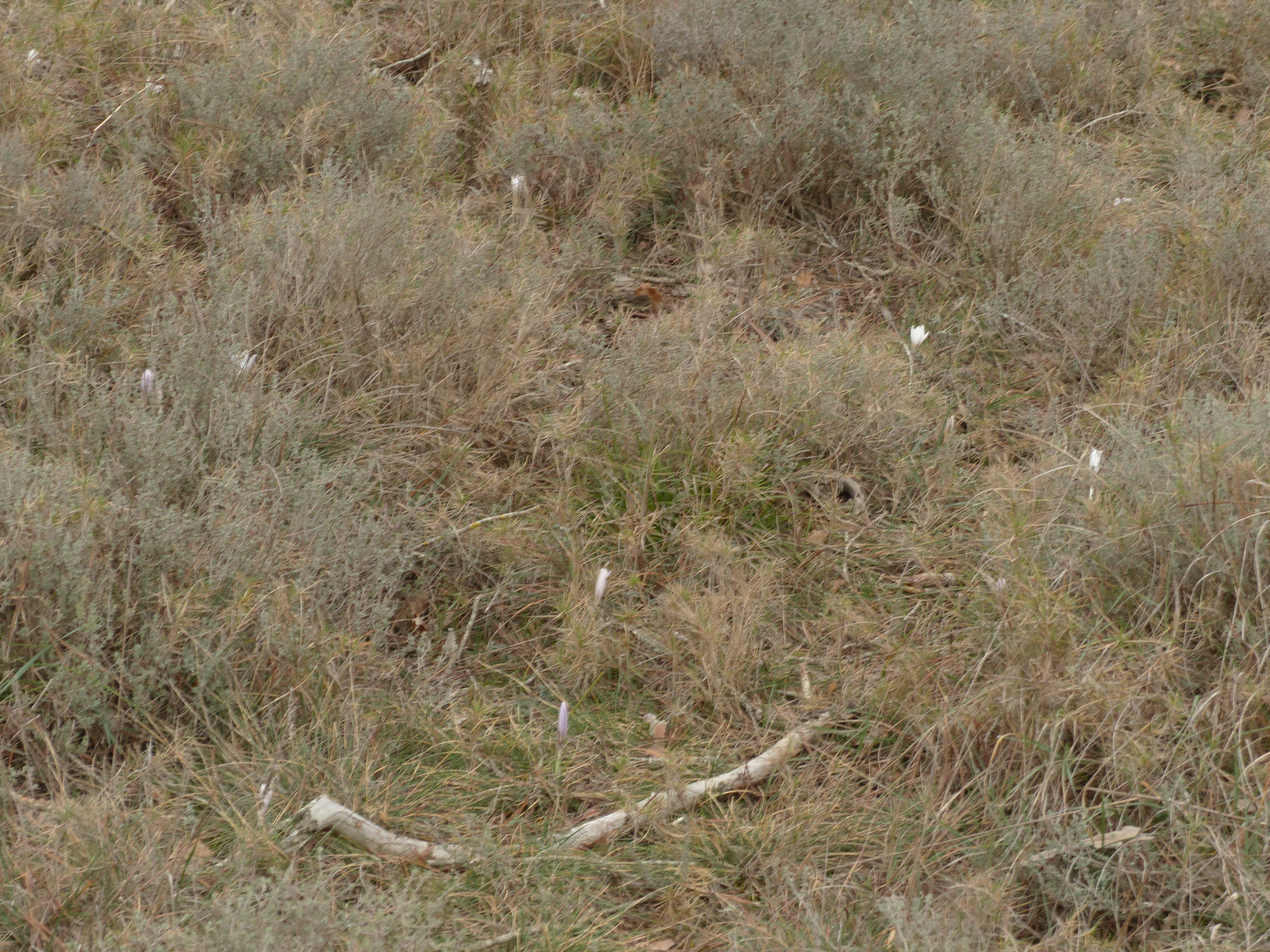
Matollar, durant l'hivern, amb floració sincronitzada de Crocus nevadensis